# Mytilidae
mytilidés
Famille
Les mytilidés (famille des Mytilidae) sont des mollusques bivalves, de l'ordre des Mytiloida. Leur coquille de type anisomyaire, a sa partie antérieure réduite et un ligament allongé.

## Description
Les mytilidés sont protégées par une coquille équivalve, très inéquilatérale, de contour généralement ovale allongé, subtrigone à cylindrique, avec fréquemment une mince fente byssale ventralement. Le crochets prosogyre est situé à son extrémité antérieure ou un peu en arrière de celle-ci. L'extérieur de la coquille est pratiquement lisse ou avec des costules radiales. La charnière, ordinairement sans « dents », a parfois quelques dentelons ou crénelures. Le ligament subinterne est fixé au bord dorsal postérieur de la coquille par une bande calcifiée blanchâtre, compacte ou finement ponctuée. La coquille intégripalliée est de type dimyaire anisomyauire, avec l'empreinte adductrice postérieure bien développée, plus ou moins largement confluente avec celles des muscles rétracteurs byssaux ou pédieux. Sa couche interne est communément nacrée.

## Liste des genres
Selon World Register of Marine Species (25 mars 2015) :
- genre Adipicola Dautzenberg, 1927

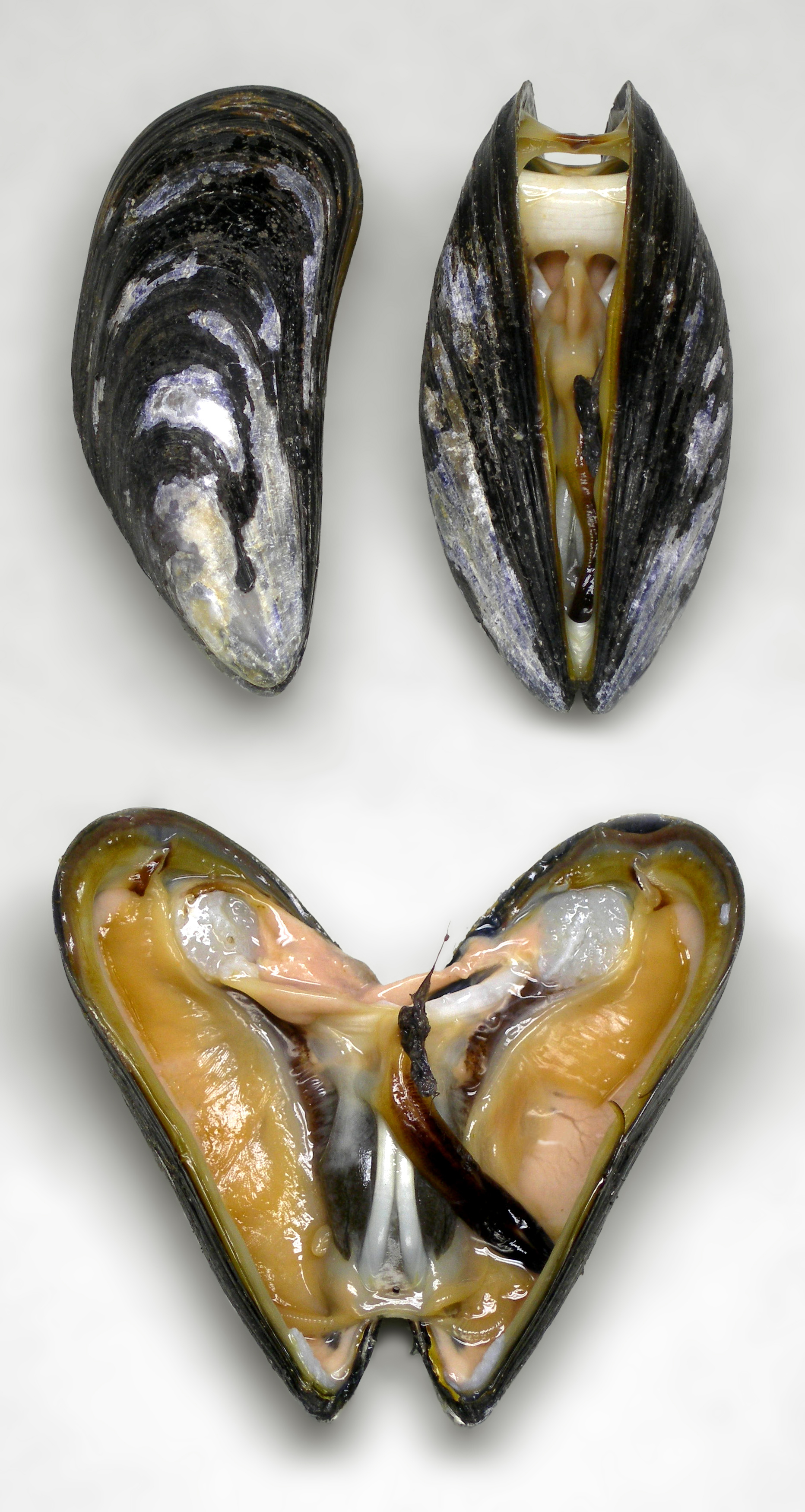
Anatomie d'une moule commune (Mytilus edulis)

- genre Adula H. Adams et A. Adams, 1857
- genre Amygdalum Megerle von Mühlfeld, 1811
- genre Arcoperna Conrad, 1865
- genre Arcuatula Jousseaume in Lamy, 1919
- genre Arenifodiens Wilson, 2006
- genre Arvella Bartsch in Scarlato, 1960
- genre Aulacomya Mörch, 1853
- genre Bathymodiolus Kenk & B. R. Wilson, 1985
- genre Benthomodiolus Dell, 1987
- genre Botula Mörch, 1853
- genre Brachidontes Swainson, 1840
- genre Choromytilus Soot-Ryen, 1952
- genre Ciboticola Iredale, 1939
- genre Crenella T. Brown, 1827
- genre Crenomytilus Soot-Ryen, 1955
- genre Dacrydium Torell, 1859
- genre Exosiperna Iredale, 1929
- genre Fungiacava T. F. Goreau, N. I. Goreau, Neumann & Yonge, 1968
- genre Geukensia Van de Poel, 1959
- genre Gibbomodiola Sacco, 1898
- genre Gigantidas Cosel & B. A. Marshall, 2003
- genre Gigantidus von Cosel & B. A. Marshall, 2003
- genre Gregariella Monterosato, 1884
- genre Idas Jeffreys, 1876
- genre Ischadium Jukes-Browne, 1905
- genre Jolya Bourguignat, 1877
- genre Limnoperna Rochebrune, 1882
- genre Lioberus Dall, 1898
- genre Lithophaga Röding, 1798
- genre Modiolatus Jousseaume, 1893
- genre Modiolula Sacco, 1897
- genre Modiolus Lamarck, 1799
- genre Musculus Röding, 1798
- genre Mytella Soot-Ryen, 1955
- genre Mytilaster Monterosato, 1884
- genre Mytilus Linnaeus, 1758
- genre Perna Philipsson, 1788
- genre Perumytilus Olsson, 1961
- genre Rhomboidella Monterosato, 1884
- genre Semimytilus Soot-Ryen, 1955
- genre Septifer Dunker, 1848
- genre Sinomytilus Thiele, 1934
- genre Solamen Iredale, 1924
- genre Stavelia Gray, 1858
- genre Tamu Gustafson, Turner, Lutz & Vrijenhoek, 1998
- genre Trichomya Ihering, 1900
- genre Urumella Hayami & Kase, 1993
- genre Vilasina Bartsch in Scarlato, 1960
- genre Vulcanidas Cosel & B. A. Marshall, 2010
- genre Xenostrobus Wilson, 1967
- genre Zelithophaga Finlay, 1926

## Galerie

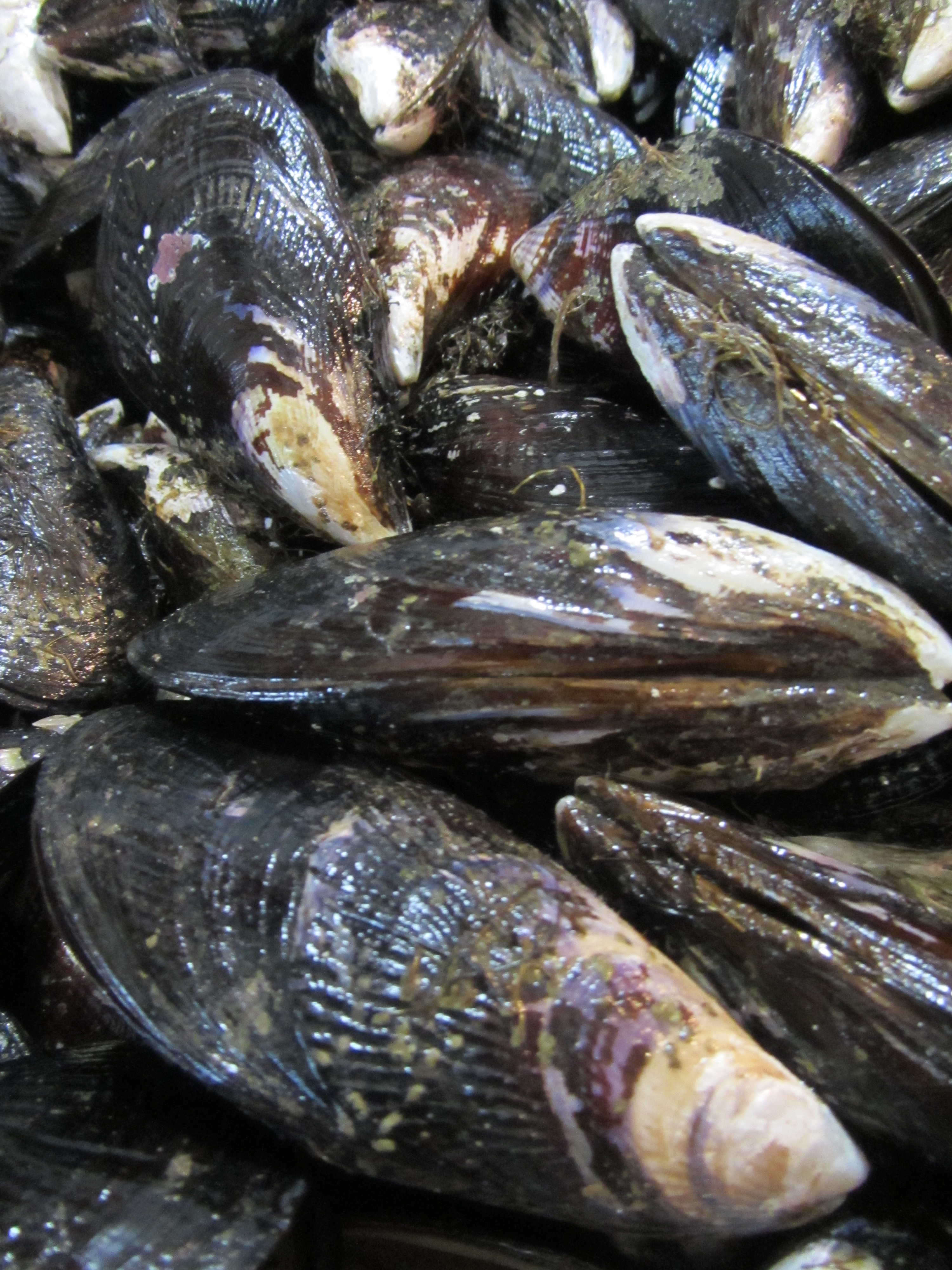
Aulacomya atra
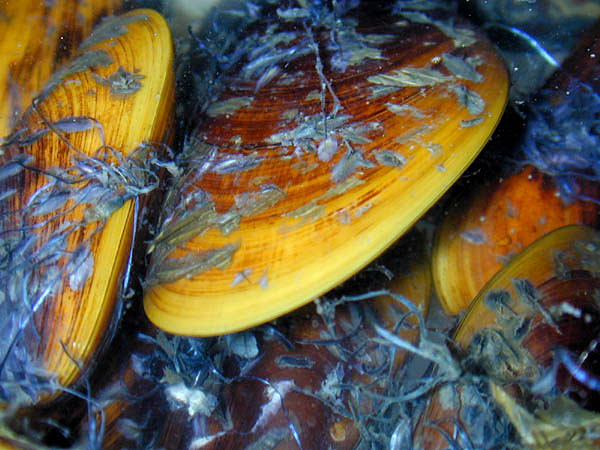
Bathymodiolus childressi
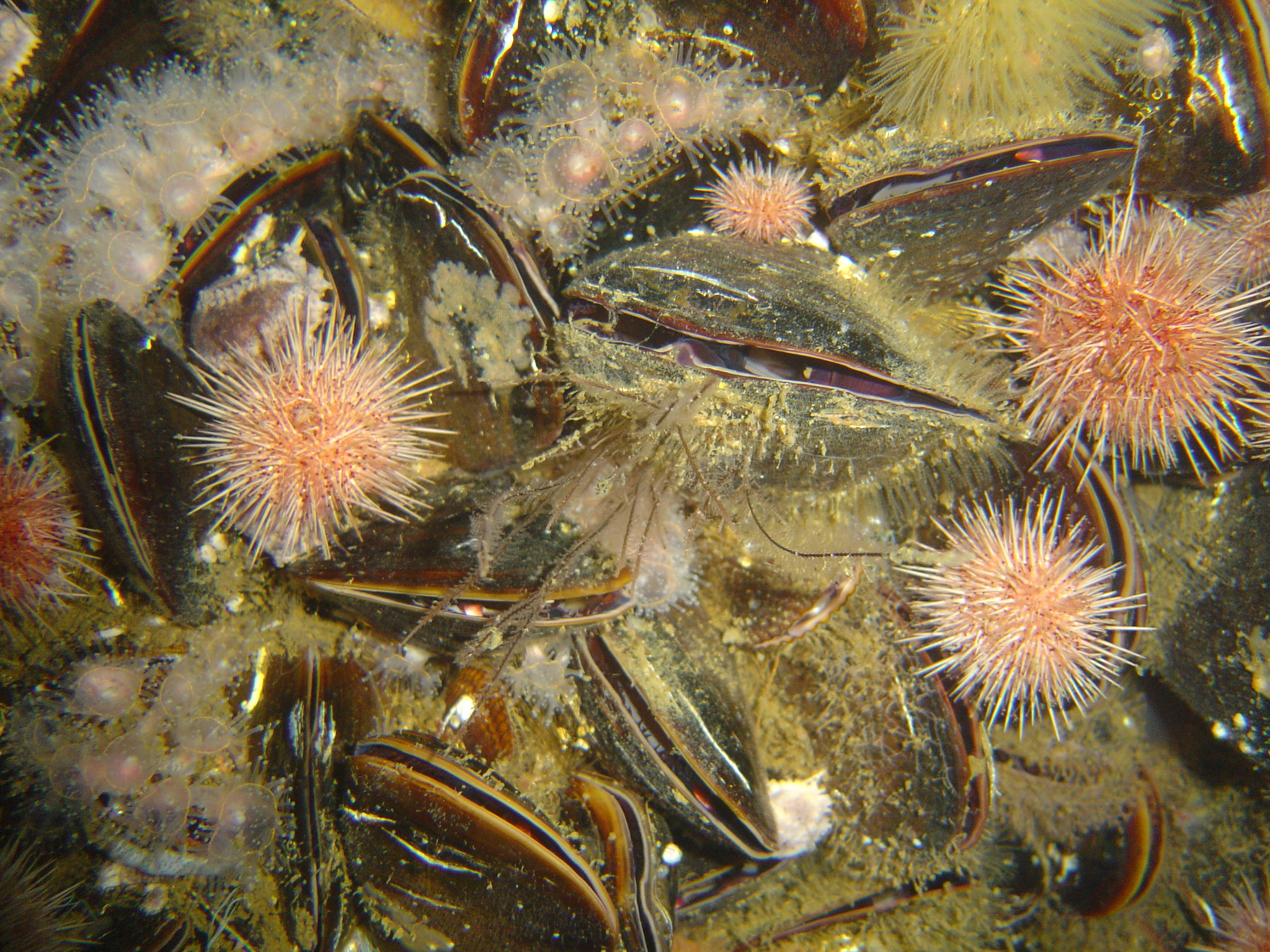
Choromytilus meridionalis
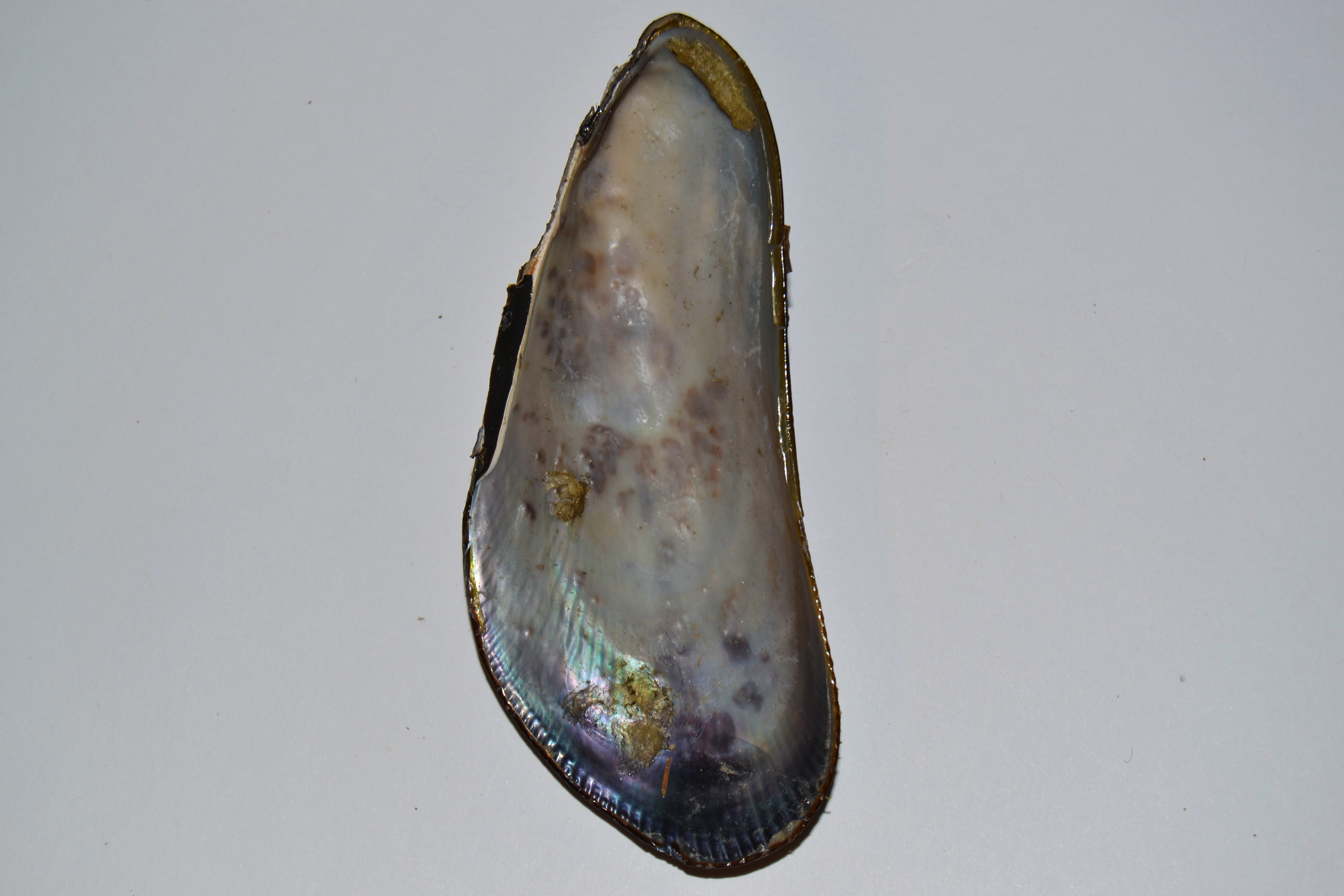
Geukensia demissa
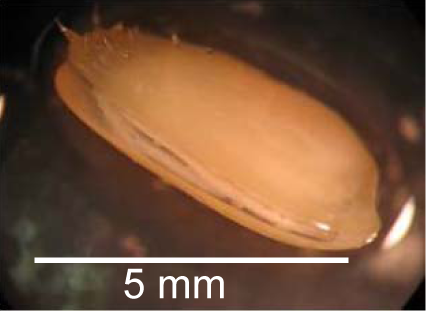
Idas modiolaeformis
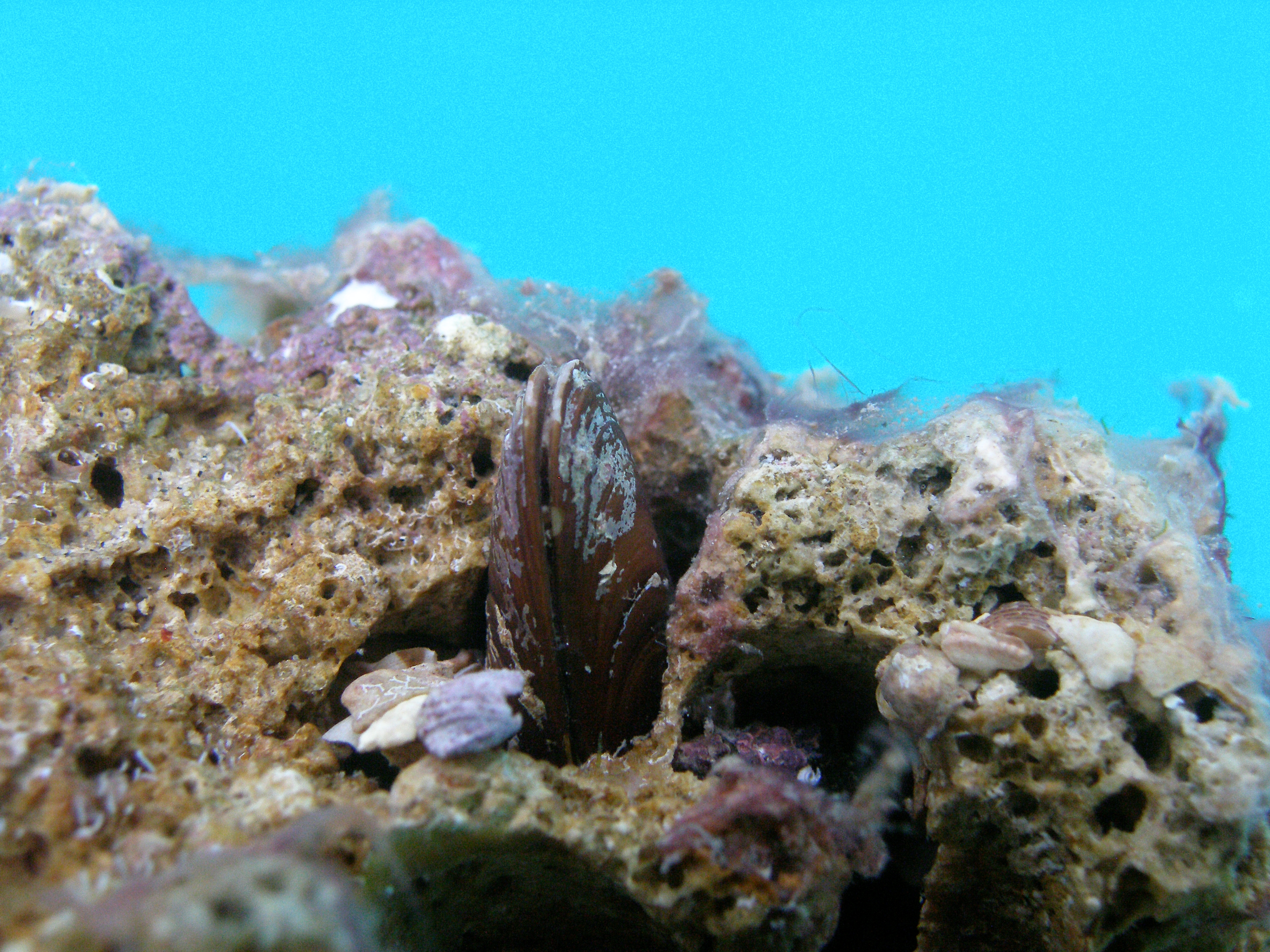
Lithophaga lithophaga
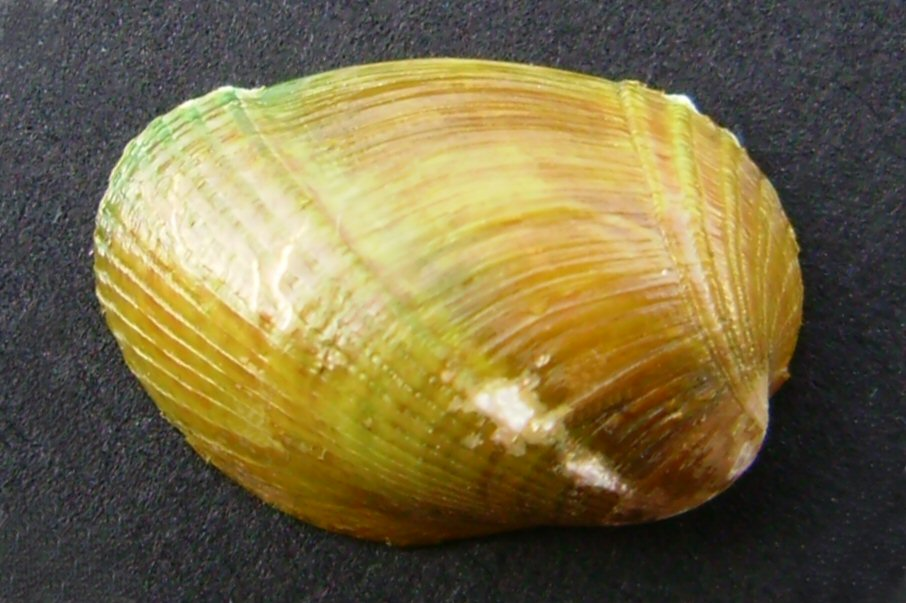
Modiolarca impacta
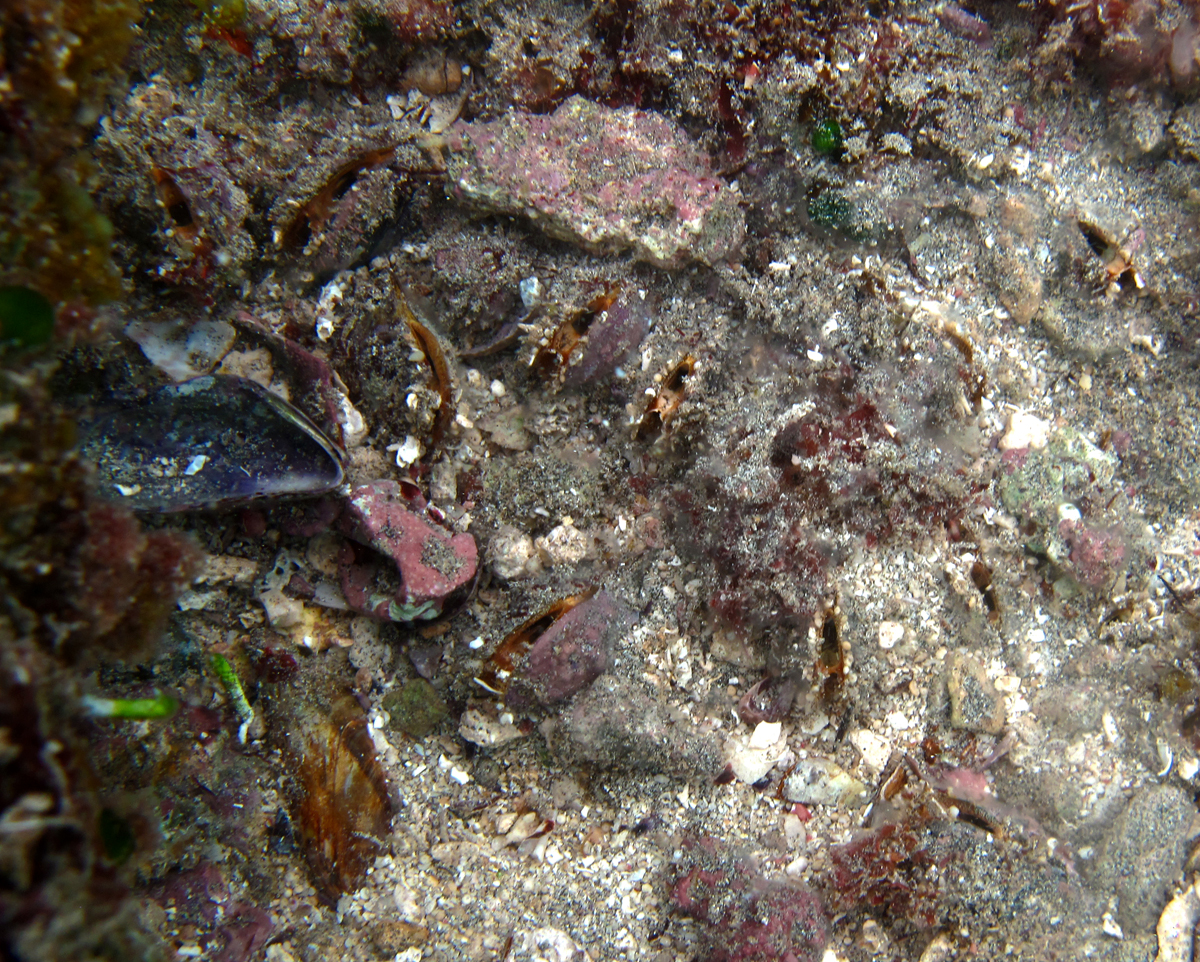
Modiolus auriculatus
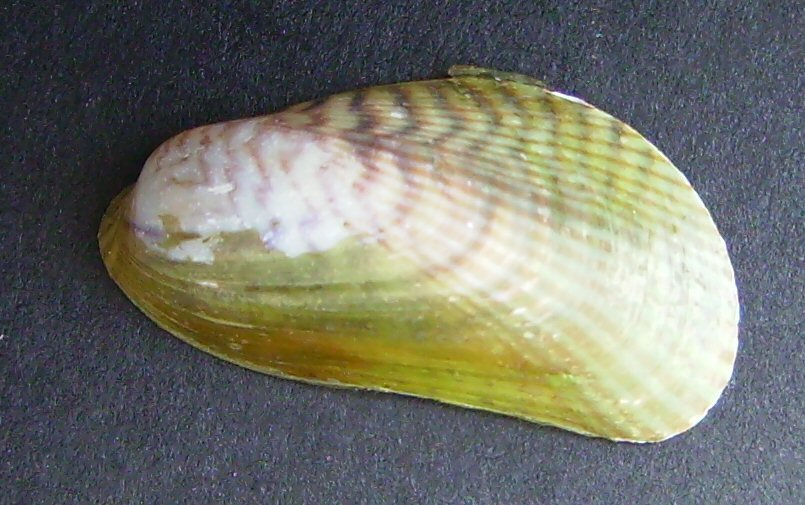
Musculista senhousia
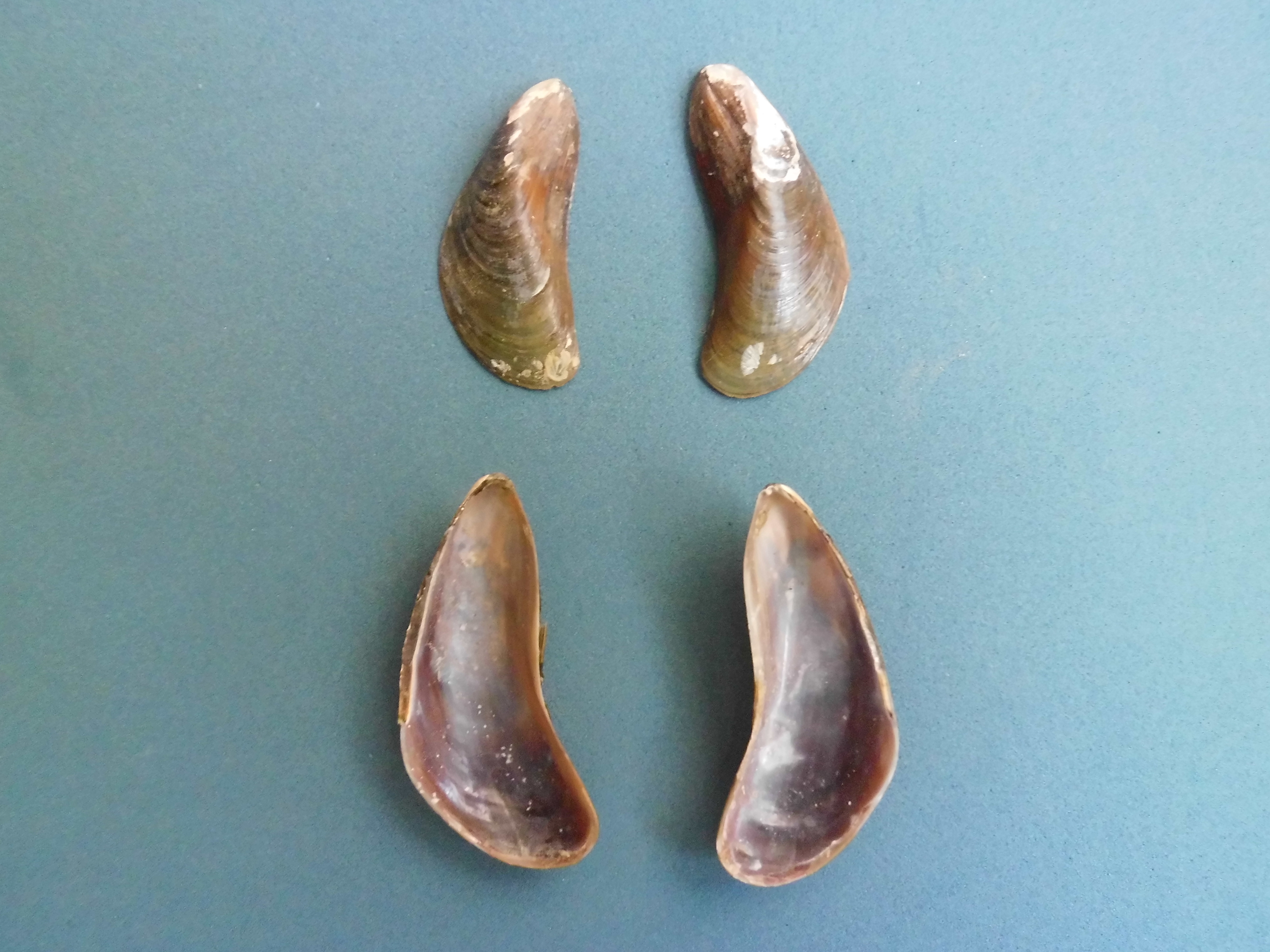
Mytella charruana
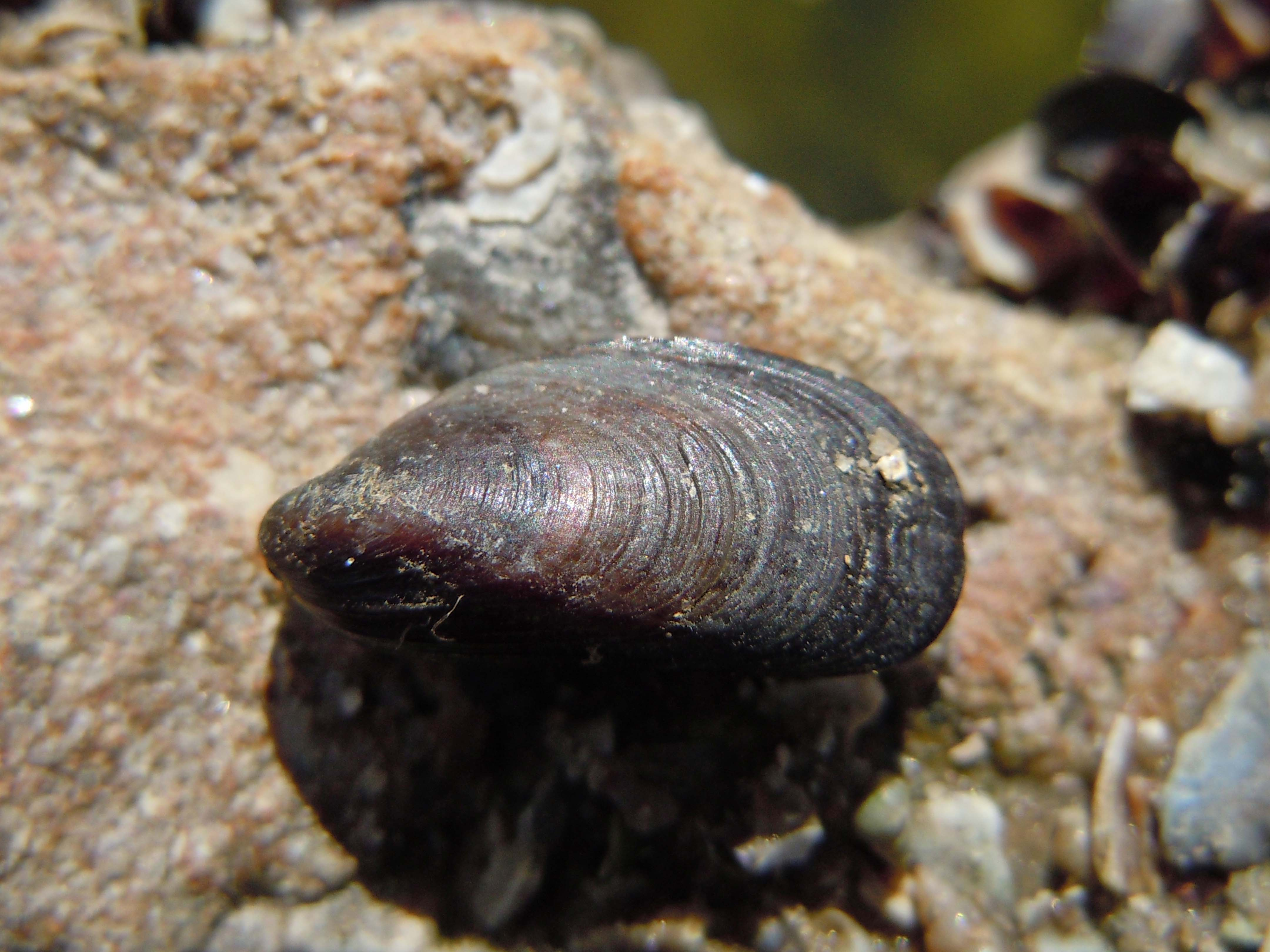
Mytilaster lineatus
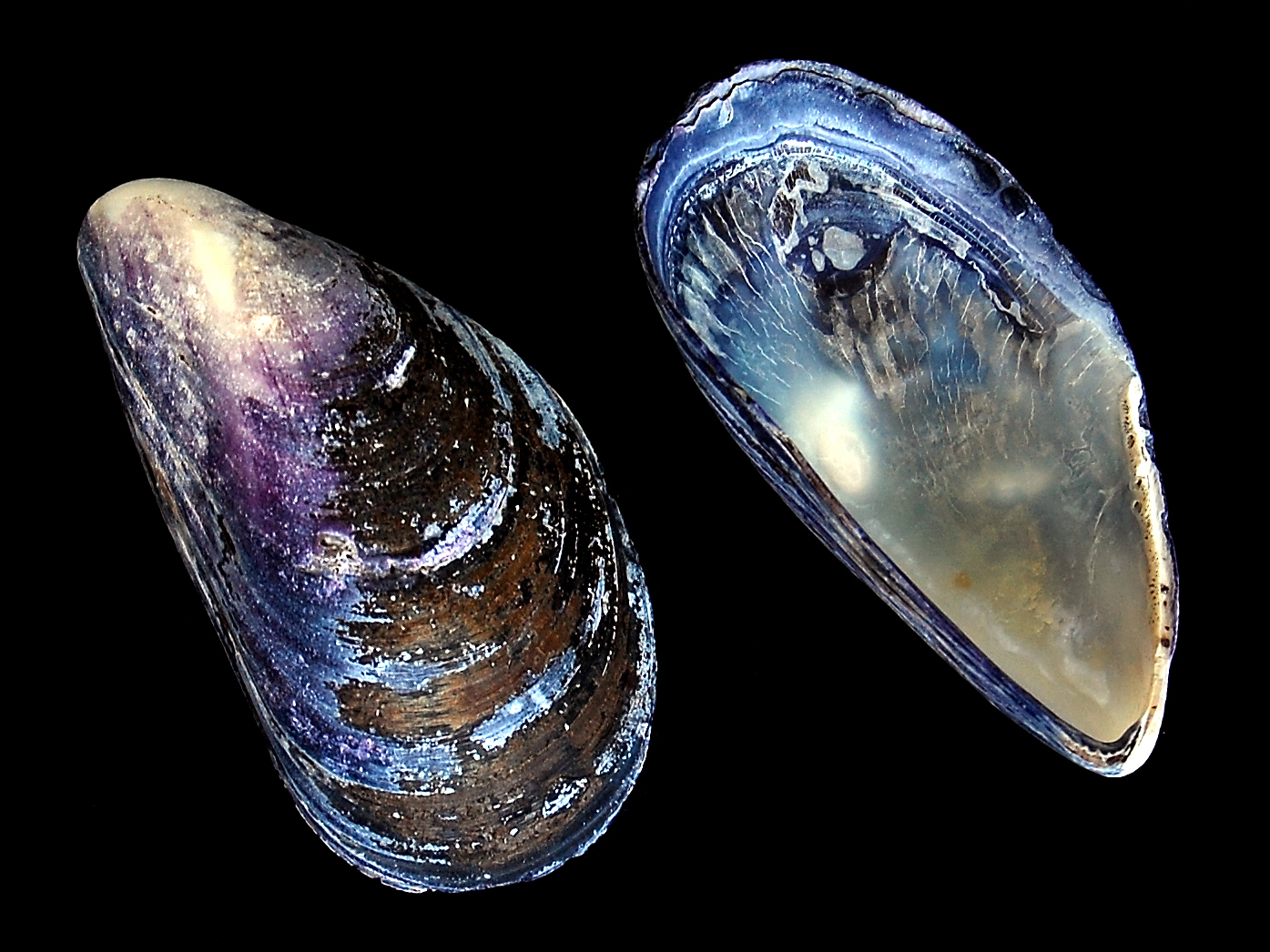
Mytilus edulis
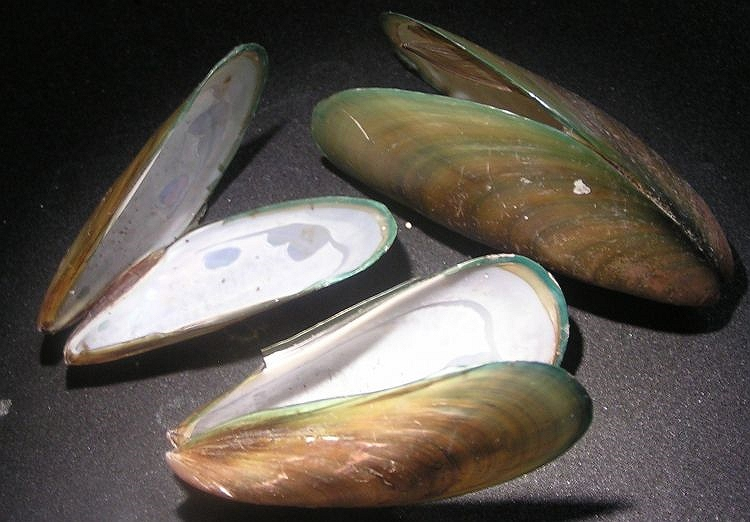
Perna viridis
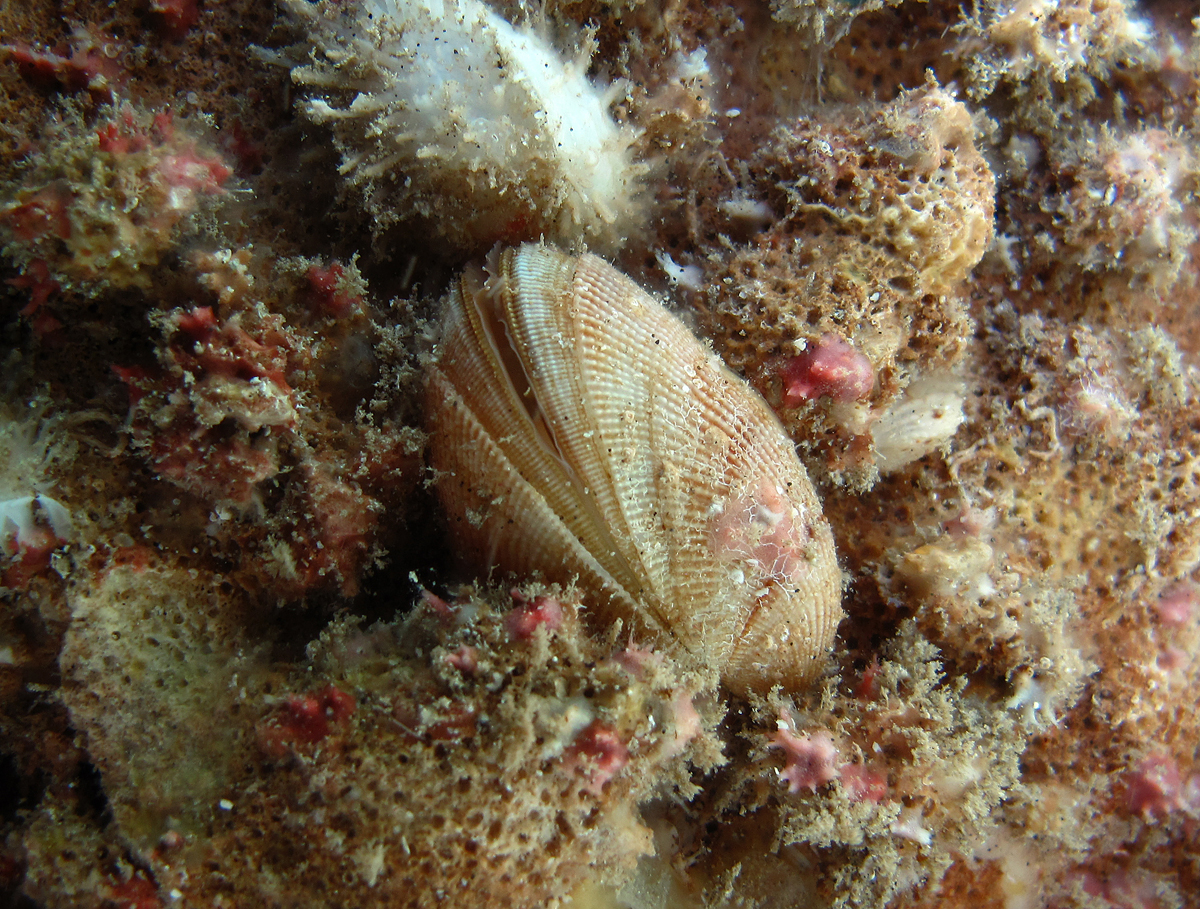
Septifer excisus
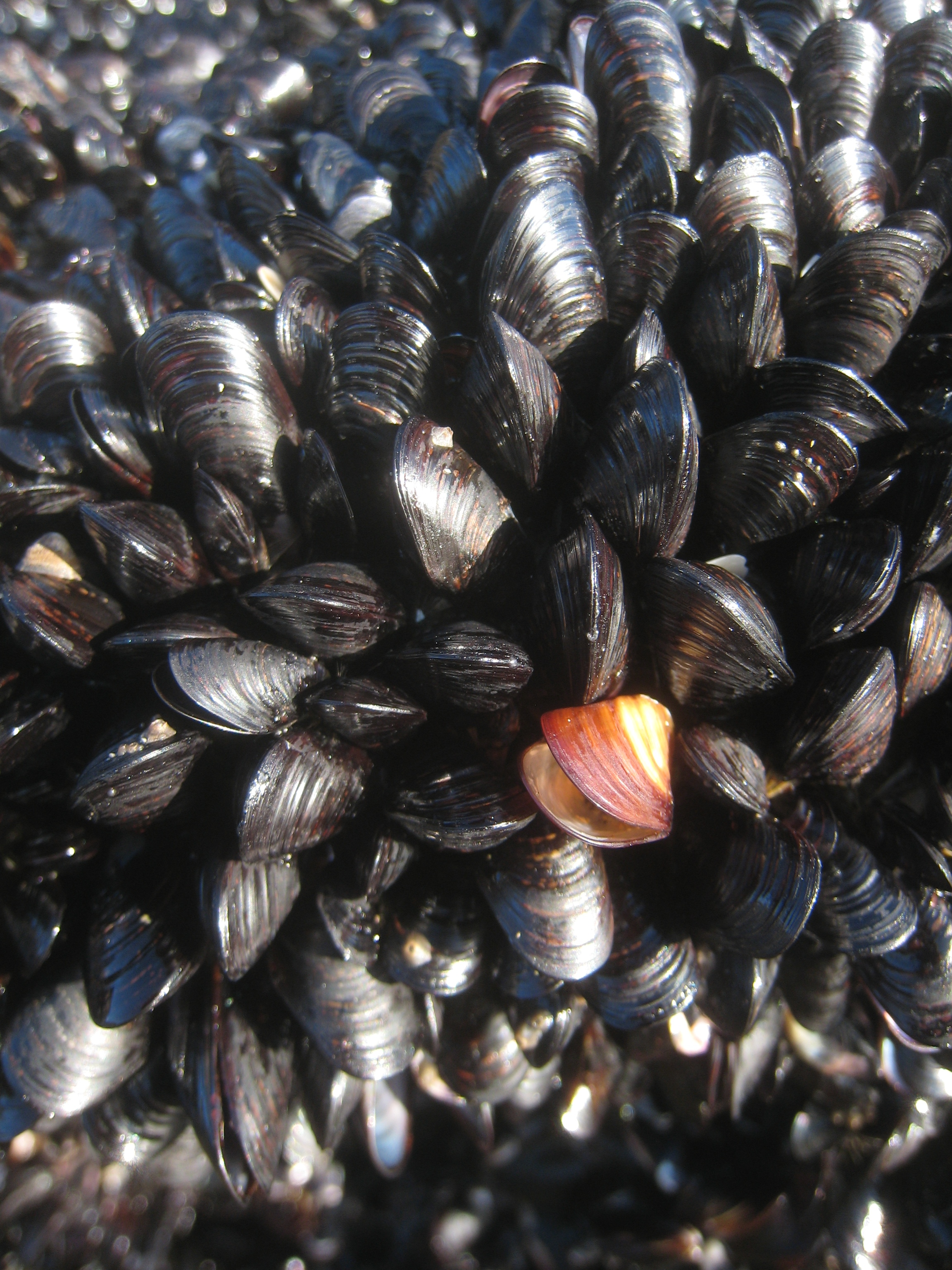
Xenostrobus pulex